# CoupleChallenge – Das stärkste Team gewinnt
#CoupleChallenge – Das stärkste Team gewinnt ist eine Eigenproduktion von RTL+. Die Dreharbeiten zur 1. Staffel fanden beim Bergsee im Steinbruch Meisterstein bei Siedlinghausen/Silbach statt, die 2. Staffel wurde in Ferropolis, der Stadt aus Eisen, produziert. Das Gewinner-Couple der 1. Staffel Melody Haase & Xenia Prinzessin von Sachsen erhielt für ihren Sieg ein erspieltes Preisgeld von 65.500 Euro. In der zweiten Staffel gewann das Gewinner-Couple Cedric Beidinger & Gina Beckmann 62.500 Euro. In der 3. Staffel gewannen Calvin Kleinen und sein Bruder Marvin Kleinen ein Preisgeld von 82.250 Euro.

## Konzept
Sieben Teams, bestehend aus vier Liebespaaren und drei Freundschaftspaaren, kämpfen in diversen Challenges um ein Preisgeld von bis zu 100.000 Euro. Durch Fehler oder Nichtantreten der Aufgabe schrumpft die Siegsumme. In regelmäßigen Nominierungsrunden bestimmen die Paare zwei Couples, die in einer Exit-Challenge um ihr Weiterkommen kämpfen müssen. Das Verliererpaar der Exit-Challenge muss die Show verlassen. Im Finale, welches von drei Couples bestritten wird, entscheidet sich, welches Team das Preisgeld mit nach Hause nimmt.

## Staffel 1
Während der 1. Staffel wurde vom 8. Dezember 2020 bis 2. Februar 2021 wöchentlich eine neue Folge auf RTL+ (ehemals: TVNOW) veröffentlicht.
| Platz | Team                                        | Bekannt geworden als … | Art des Teams |
| ----- | ------------------------------------------- | --- | ------------- |
| 1     | Melody Haase & Xenia Prinzessin von Sachsen | Teilnehmerin bei Deutschland sucht den Superstar und Adam sucht Eva – Promis im Paradies / Schauspielerin, Autorin, Teilnehmerin bei Sommerhaus der Stars | Friend Team   |
| 2     | Christina Dimitriou & Aleks Petrovic        | Teilnehmerin bei Temptation Island und Ex on the Beach / Teilnehmer bei Love Island, Ex on the Beach und Are You the One?                                 | Couple Team   |
| 3     | Siria Campanozzi & Davide Tolone            | Teilnehmer bei Temptation Island | Couple Team   |
| 4     | Martin Angelo & Dominic Smith               | Teilnehmer bei Prince Charming | Friend Team   |
| 5     | Anna Orlova & Tatiana Corrado               | Radiomoderatorin, Teilnehmerin bei Take Me Out / TikTokerin                                                                                               | Friend Team   |
| 6     | Daniele Negroni & Laura Steinert            | Teilnehmer bei Deutschland sucht den Superstar und Dschungelcamp / –                                                                                      | Couple Team   |
| 7     | Marcel Dähne & Lisa Weinberger              | YouTuber / Influencerin | Couple Team   |

### Nominierungen
| Team              | Runde 1           | Runde 2                  | Runde 3                  | Runde 4                                        | Finale                                         |
| ----------------- | ----------------- | ------------------------ | ------------------------ | ---------------------------------------------- | ---------------------------------------------- |
| Melody & Xenia    | Siria & Davide    | Anna & Tatiana           | Anna & Tatiana           | Martin & Dominic                               | Platz 1                                        |
| Christina & Aleks | Marcel & Lisa     | Anna & Tatiana           | Melody & Xenia           | Siria & Davide                                 | Platz 2                                        |
| Siria & Davide    | Christina & Aleks | Martin & Dominic         | Ausgeschieden in Folge 4 | Martin & Dominic                               | Platz 3                                        |
| Martin & Dominic  | Marcel & Lisa     | Siria & Davide           | Melody & Xenia           | Siria & Davide                                 | Ausgeschieden in Folge 9                       |
| Anna & Tatiana    | Marcel & Lisa     | Siria & Davide           | Melody & Xenia           | Auszug aus gesundheitlichen Gründen in Folge 7 | Auszug aus gesundheitlichen Gründen in Folge 7 |
| Daniele & Laura   | Melody & Xenia    | Anna & Tatiana           | Anna & Tatiana           | Ausgeschieden in Folge 7                       | Ausgeschieden in Folge 7                       |
| Marcel & Lisa     | Christina & Aleks | Ausgeschieden in Folge 3 | Ausgeschieden in Folge 3 | Ausgeschieden in Folge 3                       | Ausgeschieden in Folge 3                       |

Anmerkungen:
- Durch einen begangenen Regelverstoß mussten nach der dritten Nominierung Daniele & Laura gegen Melody & Xenia in der Exit-Challenge antreten.
- Nachdem Anna Orlova & Tatiana Corrado die Sendung aus gesundheitlichen Gründen verließen, kam das nach der zweiten Nominierung ausgeschiedene Couple Siria Campanozzi & Davide Tolone wieder zurück.

### Exit-Challenge
| Team 1            | gegen | gegen          | Team 2         |
| Christina & Aleks | vs.   | Marcel & Lisa  | Marcel & Lisa  |
| Anna & Tatiana    | vs.   | Siria & Davide | Siria & Davide |
| Daniele & Laura   | vs.   | Melody & Xenia | Melody & Xenia |
| Martin & Dominic  | vs.   | Siria & Davide | Siria & Davide |

## Staffel 2
Während der 2. Staffel wurde vom 16. September bis 18. November 2021 wöchentlich eine neue Folge auf RTL+ veröffentlicht.
| Platz | Team                                 | Bekannt geworden als … | Art des Teams |
| ----- | ------------------------------------ | --- | ------------- |
| 1     | Cedric Beidinger & Gina Beckmann     | Sieger von Big Brother 2020 / Teilnehmerin bei Big Brother | Couple Team   |
| 2     | Marco Cerullo & Christina Grass      | Model, Laiendarsteller, u. a. Krass Schule, Reality-TV Teilnehmer (Bachelorette, Bachelor in Paradise, Dschungelcamp) / Teilnehmerin bei Der Bachelor und Bachelor in Paradise | Couple Team   |
| 3     | Christin Okpara & Walentina Doronina | Teilnehmerin bei Are You the One? und Die Sexklinik / Teilnehmerin bei Ex on the Beach                                                                                         | Friend Team   |
| 4     | Marlisa & Fabio de Pasquale          | Teilnehmerin bei Temptation Island | Couple Team   |
| 5     | Valdet & Valdrina Haziri             | Influencerin & YouTuberin / Influencer & YouTuber | Married Team  |
| 6     | Julian Benz & Isi Glück              | Partyschlagersänger / Partyschlagersängerin, Miss Germany 2012 | Friend Team   |
| 7     | Michelle und Carmen Bieri            | Fitness-Ernährungscoaches | Sister Team   |
| 8     | Maria Lo Porto & Tim Rasch           | Laiendarstellerin, u. a. Köln 50667 / Laiendarsteller, u. a. Berlin – Tag & Nacht                                                                                              | Friend Team   |

### Nominierungen
| Team                 | Runde 1              | Runde 2                  | Runde 3                        | Runde 4                                        | Finale                                         |
| -------------------- | -------------------- | ------------------------ | ------------------------------ | ---------------------------------------------- | ---------------------------------------------- |
| Cedric & Gina        | Valdet & Valdrina    | Michelle & Carmen        | Christin & Walentina           | Christin & Walentina                           | Platz 1                                        |
| Marco & Christina    | Christin & Walentina | Marlisa & Fabio          | Cedric & Gina                  | Marlisa & Fabio                                | Platz 2                                        |
| Christin & Walentina | Valdet & Valdrina    | Maria & Tim              | Julian & Isi                   | Marlisa & Fabio                                | Platz 3                                        |
| Marlisa & Fabio      | Marco & Christina    | Maria & Tim              | Julian & Isi                   | Valdet & Valdrina                              | Ausgeschieden in Folge 9                       |
| Valdet & Valdrina    | Christin & Walentina | Ausgeschieden in Folge 3 | Cedric & Gina                  | Auszug aus gesundheitlichen Gründen in Folge 8 | Auszug aus gesundheitlichen Gründen in Folge 8 |
| Julian & Isi         | Christin & Walentina | Christin & Walentina     | Marlisa & Fabio                | Ausgeschieden in Folge 6                       | Ausgeschieden in Folge 6                       |
| Michelle & Carmen    | Nicht im Camp        | Maria & Tim              | Ausgeschieden in Folge 4       | Ausgeschieden in Folge 4                       | Ausgeschieden in Folge 4                       |
| Maria & Tim          | Christin & Walentina | Michelle & Carmen        | Freiwilliger Auszug in Folge 3 | Freiwilliger Auszug in Folge 3                 | Freiwilliger Auszug in Folge 3                 |

Anmerkungen:
- Nachdem Maria Lo Porto & Tim Rasch die Sendung freiwillig verließen, kam das nach der erste Nominierung ausgeschiedene Couple Valdet & Valdrina Haziri wieder zurück.
- Aus gesundheitlichen Gründen mussten Valdet & Valdrina Haziri in Folge 8 die Couple Challenge erneut verlassen. Ihre Stimme für die Nominierung in Runde 4 wurde daher nicht gezählt.

### Exit-Challenge
| Team 1               | gegen | gegen                | Team 2               |
| -------------------- | ----- | -------------------- | -------------------- |
| Christin & Walentina | vs.   | Valdet & Valdrina    | Valdet & Valdrina    |
| Michelle & Carmen    | vs.   | Valdet & Valdrina    | Valdet & Valdrina    |
| Gina & Cedric        | vs.   | Julian & Isi         | Julian & Isi         |
| Marlisa & Fabio      | vs.   | Christin & Walentina | Christin & Walentina |

## Staffel 3
Während der 3. Staffel wurde vom 3. März bis 5. Mai 2022 wöchentlich eine neue Folge auf RTL+ veröffentlicht.
| Platz | Team                              | Bekannt geworden als … | Art des Teams |
| ----- | --------------------------------- | --- | ------------- |
| 1     | Calvin Kleinen & Marvin Kleinen   | Teilnehmer bei Temptation Island (2020), Temptation Island VIP (2020), Promis unter Palmen (2021) und Reality Shore (2021) / Bruder von Calvin       | Brother Team  |
| 2     | Sandra Sicora & Tommy Pedroni     | Teilnehmerin bei Ex on the Beach (2021) / Teilnehmer bei Ex on the Beach (2021) und Are You the One? (2021)                                          | Couple Team   |
| 3     | Antonia Hemmer & Patrick Romer    | Teilnehmer bei Bauer sucht Frau (2020), kamen nach der Show zusammen                                                                                 | Couple Team   |
| 4     | Denise Bröhl & Michael Schüler    | Teilnehmerin bei Love Island (2019) und Hot oder Schrott (2020) / Fußballer, Teilnehmer bei Mein Date, mein bester Freund und Ich (2021)             | Couple Team   |
| 5     | Daniel Meurer & Michael Overdick  | Teilnehmer bei Prince Charming (2019) / Betreiber eines Podcasts                                                                                     | Friend Team   |
| 6     | Victoria Lukac & Laura Lettgen    | Teilnehmerin bei Beauty & The Nerd (2020) und Are You the One? (2021) / Teilnehmerin bei Love Island (2019) und Are You the One? (2021)              | Friend Team   |
| 7     | Arielle Rippegather & Didi Veron  | Teilnehmerin bei Deutschland sucht den Superstar (2017, 2021) / Teilnehmer bei Claudias House of Love (2021) und Match! Promis auf Datingkurs (2021) | Couple Team   |
| 8     | Georgia Apostolou & Olivia Conrad | Teilnehmerin bei Ex on the Beach (2020) / Teilnehmerin bei Ex on the Beach (2020)                                                                    | Friend Team   |

### Nominierungen
| Couple            | Runde 1            | Runde 2                  | Runde 3                        | Runde 4                        | Finale                         |
| ----------------- | ------------------ | ------------------------ | ------------------------------ | ------------------------------ | ------------------------------ |
| Calvin & Marvin   | Georgia & Olivia   | Sandra & Tommy           | Daniel & Micha                 | Denise & Michael               | Platz 1                        |
| Sandra & Tommy    | Antonia & Patrick  | Arielle & Didi           | Antonia & Patrick              | Calvin & Marvin                | Platz 2                        |
| Antonia & Patrick | Georgia & Olivia   | Sandra & Tommy           | Daniel & Micha                 | Denise & Michael               | Platz 3                        |
| Denise & Michael  | Victoria & Laura   | Victoria & Laura         | Antonia & Patrick              | Sandra & Tommy                 | Ausgeschieden in Folge 9       |
| Daniel & Micha    | nicht in der Lodge | Arielle & Didi           | Denise & Michael               | Ausgeschieden in Folge 7       | Ausgeschieden in Folge 7       |
| Victoria & Laura  | Denise & Michael   | Denise & Michael         | Ausgeschieden in Folge 5       | Ausgeschieden in Folge 5       | Ausgeschieden in Folge 5       |
| Arielle & Didi    | Sandra & Tommy     | Daniel & Micha           | Freiwilliger Auszug in Folge 4 | Freiwilliger Auszug in Folge 4 | Freiwilliger Auszug in Folge 4 |
| Georgia & Olivia  | Victoria & Laura   | Ausgeschieden in Folge 3 | Ausgeschieden in Folge 3       | Ausgeschieden in Folge 3       | Ausgeschieden in Folge 3       |

Anmerkungen:
- Arielle Rippegather und Didi Veron gerieten nach der zweiten Nominierung in einen Streit und trennten sich, weswegen sie die Sendung freiwillig verließen.
Daraufhin mussten Tommy Pedroni und Sandra Sicora entscheiden, gegen wen sie in der Exit-Challenge antreten. Sie entschieden sich für Victoria Lukac und Laura Lettgen.
- Nach der vierten Nominierung war unklar, wer gegen Denise Bröhl und Michael Schüler in der Exit Challenge antreten muss. Sie mussten einen von drei Briefen ziehen, in denen sich die Namen der restlichen Couples befanden.

### Exit-Challenge
| Team 1            | gegen | Team 2           |
| ----------------- | ----- | ---------------- |
| Georgia & Olivia  | vs.   | Victoria & Laura |
| Sandra & Tommy    | vs.   | Victoria & Laura |
| Antonia & Patrick | vs.   | Daniel & Micha   |
| Denise & Michael  | vs.   | Calvin & Marvin  |

## Staffel 4
Am 30. Juli 2024 wurde via Instagram bekanntgegeben, dass es eine 4. Staffel geben wird. Eine Erneuerung ist, dass die Show erstmals auch auf RTL Zwei ausgestrahlt wird. Die Teilnehmer wurden am 20. Februar 2025 bekanntgegeben.
| Platz | Team                                      | Bekannt geworden als … | Art des Teams |
| ----- | ----------------------------------------- | --- | ------------- |
| 1     | Paulina Ljubas & Tommy Pedroni 2          | ehemalige Laiendarstellerin bei Köln 50667, Teilnehmerin bei Temptation Island VIP (2021), Ex on the Beach (2023), Promi Big Brother (2023), Germany Shore (2023 & 2024) und The 50 (2024) / Teilnehmer bei Ex on the Beach (2021), Are You the One? (2021), CoupleChallenge (2022), Temptation Island VIP (2022), Reality Backpackers (2024), Germany Shore (2023 & 2024), Prominent getrennt (2024) und The 50 (2024) | Couple Team   |
| 2     | Dilara Kruse & Roaya Soraya               | Spielerfrau, Ehefrau von Max Kruse, Teilnehmerin bei Promi Big Brother (2023) / Teilnehmerin bei Der Heiratsmarkt (2023), Verführerin bei Temptation Island VIP (2024) | Friend Team   |
| 3     | Tobias Wegener & Sandra Sicora            | Teilnehmer bei Love Island (2018), Promi Big Brother (2019), Promis unter Palmen (2020), The 50 (2024) und Good Luck Guys (2024), Gewinner von Skate Fever (2022) / Teilnehmerin bei Ex on the Beach (2021), CoupleChallenge (2022), Temptation Island VIP (2022), Are You the One? (2023), Prominent getrennt (2024) und Reality Queens (2024)                                                                         | Random Team   |
| 4     | Menderes Bağci & Rainer Gottwald          | Dauerkandidat bei Deutschland sucht den Superstar, Gewinner von Ich bin ein Star – Holt mich hier raus! (2016), Teilnehmer bei Promi Big Brother (2022) und The 50 (2024) / Boxmanager u. a. von Regina Halmich, Gewinner von Promi Big Brother (2022), Teilnehmer bei The 50 (2024) | Friend Team   |
| 5     | Julian F. M. Stoeckel & Marcell Damaschke | Designer, It-Boy, Teilnehmer bei Ich bin ein Star – Holt mich hier raus! (2014) und Club der guten Laune (2022), Darsteller bei B:REAL / Darsteller bei B:REAL | Couple Team   |
| 6     | Gigi Birofio & Luciano Corsano            | Teilnehmer bei Ex on the Beach (2020 & 2022), Kampf der Realitystars (2021), Prominent getrennt (2022), Temptation Island VIP (2022), Ich bin ein Star – Holt mich hier raus! (2023), Das Sommerhaus der Stars (2023), Ich bin ein Star – Showdown der Dschungel-Legenden (2024) und Love Island VIP (2024) / - | Family Team   |
| 7     | Iris Klein & Stefan Braun1                | Mutter von Daniela Katzenberger und Jenny Frankhauser, Teilnehmerin bei Big Brother (2010), Ich bin ein Star – Holt mich hier raus! (2013), Das Sommerhaus der Stars (2020), Kampf der Realitystars (2022), Promi Big Brother (2023) und Promis unter Palmen (2025) / - | Couple Team   |

1 Iris Klein und Stefan Braun mussten aufgrund gesundheitlicher Probleme die Show in Folge 2 verlassen.
2 Durch den Auszug von Iris Klein und Stefan Braun durften Paulina Ljubas und Tommy Pedroni in Folge 3 wieder zurück ins Camp einziehen.

### Nominierungen
| Team              | Runde 1           | Runde 2                                        | Runde 3                                        |
| ----------------- | ----------------- | ---------------------------------------------- | ---------------------------------------------- |
| Tobias & Sandra   | Menderes & Rainer | Dilara & Roaya                                 | Julian & Marcell / Menderes & Rainer           |
| Julian & Marcell  | Paulina & Tommy   | Paulina & Tommy                                | Tobias & Sandra / Paulina & Tommy              |
| Menderes & Rainer | Iris & Stefan     | Gigi & Luciano                                 | Tobias & Sandra / Paulina & Tommy              |
| Dilara & Roaya    | Paulina & Tommy   | Gigi & Luciano                                 | Tobias & Sandra / Paulina & Tommy              |
| Paulina & Tommy   | Tobias & Sandra   | Tobias & Sandra                                | Julian & Marcell / Tobias & Sandra             |
| Gigi & Luciano    | Menderes & Rainer | Dilara & Roaya                                 | Ausgeschieden in Folge 3                       |
| Iris & Stefan     | Tobias & Sandra   | Auszug aus gesundheitlichen Gründen in Folge 2 | Auszug aus gesundheitlichen Gründen in Folge 2 |

### Exit-Challenge
| Team 1            | gegen | Team 2           |
| ----------------- | ----- | ---------------- |
| Paulina & Tommy   | vs.   | Tobias & Sandra  |
| Gigi & Luciano    | vs.   | Dilara & Roaya   |
| Paulina & Tommy   | vs.   | Julian & Marcell |
| Menderes & Rainer | vs.   | Tobias & Sandra  |